# Because I Love You
"Because I Love You" is een nummer van de Amerikaanse muzikant Buddy Holly. Het nummer werd uitgebracht op het postume verzamelalbum Reminiscing uit 1963. Dat jaar werd het nummer uitgebracht als de vierde en laatste single van het album.

## Achtergrond
"Because I Love You" is geschreven door Holly. In veel landen werd het nummer uitgebracht als de B-kant van zijn single "Wishing". Enkel in Nederland werden de A- en B-kanten omgedraaid. In het nummer bezingt Holly hoeveel hij van zijn vriendin houdt. Het wordt gezien als een van de "softere" nummers van Holly.
"Because I Love You" werd al in 1958 opgenomen, maar werd pas in 1963 voor het eerst uitgebracht op het verzamelalbum Reminiscing, vier jaar nadat Holly bij een vliegtuigongeluk om het leven kwam. Hoewel het nergens een hit werd, bleek het wel een populair nummer. Zo stond het in Nederland jarenlang in de NPO Radio 2 Top 2000, waarbij het in 2007 de hoogste notering behaalde op plaats 864.

## Hitnoteringen

### NPO Radio 2 Top 2000
| Nummer met noteringen in de NPO Radio 2 Top 2000 | '99  | '00-'03 | '04  | '05 | '06  | '07 | '08  | '09  | '10  | '11  | '12  |
| ------------------------------------------------ | ---- | ------- | ---- | --- | ---- | --- | ---- | ---- | ---- | ---- | ---- |
| Because I Love You                               | 1106 | -       | 1257 | 983 | 1000 | 864 | 1189 | 1602 | 1614 | 1832 | 1856 |

1. ↑  Een '-' betekent dat het nummer niet was genoteerd en een vetgedrukt getal geeft de hoogste notering aan.
2. ↑  Deze tabel is bijgewerkt tot en met de laatste editie (2024).

### Evergreen Top 1000
| Evergreen Top 1000 "Because I Love You - Buddy Holly" | Evergreen Top 1000 "Because I Love You - Buddy Holly" | Evergreen Top 1000 "Because I Love You - Buddy Holly" | Evergreen Top 1000 "Because I Love You - Buddy Holly" | Evergreen Top 1000 "Because I Love You - Buddy Holly" | Evergreen Top 1000 "Because I Love You - Buddy Holly" | Evergreen Top 1000 "Because I Love You - Buddy Holly" | Evergreen Top 1000 "Because I Love You - Buddy Holly" | Evergreen Top 1000 "Because I Love You - Buddy Holly" | Evergreen Top 1000 "Because I Love You - Buddy Holly" | Evergreen Top 1000 "Because I Love You - Buddy Holly" | Evergreen Top 1000 "Because I Love You - Buddy Holly" | Evergreen Top 1000 "Because I Love You - Buddy Holly" | Evergreen Top 1000 "Because I Love You - Buddy Holly" | Evergreen Top 1000 "Because I Love You - Buddy Holly" | Evergreen Top 1000 "Because I Love You - Buddy Holly" |
| Jaar                                                  | 2008                                                  | 2009                                                  | 2010                                                  | 2011                                                  | 2012                                                  | 2013                                                  | 2014                                                  | 2015                                                  | 2016                                                  | 2017                                                  | 2018                                                  | 2019                                                  | 2020                                                  | 2021                                                  | 2022                                                  |
| ----------------------------------------------------- | ----------------------------------------------------- | ----------------------------------------------------- | ----------------------------------------------------- | ----------------------------------------------------- | ----------------------------------------------------- | ----------------------------------------------------- | ----------------------------------------------------- | ----------------------------------------------------- | ----------------------------------------------------- | ----------------------------------------------------- | ----------------------------------------------------- | ----------------------------------------------------- | ----------------------------------------------------- | ----------------------------------------------------- | ----------------------------------------------------- |
| Positie                                               | 29                                                    | 52                                                    | 27                                                    | 52                                                    | 31                                                    | 361                                                   | 80                                                    | 112                                                   | 176                                                   | 266                                                   | 242                                                   | 327                                                   | 331                                                   | 310                                                   | 362                                                   |